# Hyphydrus quadrisulcatus
Hyphydrus quadrisulcatus är en skalbaggsart som beskrevs av Bilardo och Rocchi 1986. Hyphydrus quadrisulcatus ingår i släktet Hyphydrus och familjen dykare. Inga underarter finns listade i Catalogue of Life.